# Iléne Themen
Iléne Themen (Paramaribo, 29 april 1957) is een Surinaams beeldend kunstenaar.
Iléne Themen volgde van 1971-1976 de Opleidingsschool voor onderwijzeressen-A in Paramaribo. Vervolgens behaalde zij van 1974-1976 de Akte L.O.-tekenen, eveneens in Paramaribo. Van 1979-1984 volgde zij de Rotterdamse Academie voor Beeldende Kunst, en aan de Lerarenopleiding Zuidwest-Nederland in Delft behaalde zij in 1985-1986 haar tweede- en derdegraads tekenen en textiele werkvormen. Ten slotte volgde zij in 1986-1987 de Rotterdamse Avondopleiding voor Beeldende Kunsten, afd. T.S.O.
Themen schildert en tekent niets van de traditionele Caraïbische voorstellingen. Zij heeft zich een abstract 20ste-eeuws idioom eigen gemaakt, waarin het figuratieve nooit verdwijnt. Zij gaat vrijheid om met perspectief en kleur, materiaal en techniek, maar haar composities zijn altijd doordacht. Alles is gericht op de intensiteit van de emotie. Zij verbeeldt vaak vrouwen of kleine groepen mensen die in een spanningsveld van communicatie staan. Hoewel er veel detaillering in haar schilderijen zit, blijft het grote gebaar altijd bewaard. Iléne Themen maakte ook werken die opgebouwd zijn uit verschillende kleinere vakken met kleinere voorstellingen. Al die werken dragen een direct herkenbaar persoonlijk Themen-stempel.
Iléne Themen had verschillende solo-exposities en nam deel aan groepstentoonstellingen in Nederland, Suriname en de Verenigde Staten. In 1987 won zij de Eerste Prijs bij een tentoonstelling van de kunstgalerie Rotterdams Peil.